# Итабуна
Итабуна (порт. Itabuna) град је у Бразилу у савезној држави Баија. Према процени из 2007. у граду је живело 210.604 становника.

## Становништво
Према процени из 2007. у граду је живело 210.604 становника.
| 1991.   | 2000.   |
| ------- | ------- |
| 185,277 | 196,675 |